# 羊玄保
羊玄保（371年—464年6月24日），太山南城人，東晉至南朝宋政治人物，擅長下圍棋。尚書都官郎羊楷之孫，中書侍郎羊綏之子。

## 生平
羊玄保擔任過楚王桓玄太常博士，母親去世後辭職守喪，後來擔任臨安令。劉穆之推舉他為鎮軍將軍劉裕的參軍、庫部郎、永世令。後任太尉劉裕的參軍，轉主簿、丹陽丞。景平二年（424年），擔任尚書右丞，後轉左丞，司徒右長史、黃門侍郎、宣城太守、廷尉、尚書吏部郎、御史中丞、衡陽王劉義季右軍長史、南東海太守，加輔國將軍，都官尚書、左衞將軍，加給事中，丹陽尹、會稽太守、吳郡太守。
劉劭即位後，擔任吏部尚書，領國子祭酒，不久加封光祿大夫。劉駿即位後，羊玄保擔任散騎常侍，領崇憲衞尉，金紫光祿大夫，光祿大夫。大明五年（461年），再次擔任散騎常侍，特進。大明八年（464年）去世，時年九十四歲。

## 延伸阅读
[在维基数据编辑]
 《宋書·卷54》，出自沈约《宋书》
 《南史·卷36》，出自李延壽《南史》